# Karl von Évreux

Wappen Karls

Karl von Évreux (frz. Charles d' Évreux; * 1305 in Paris; † 5. September 1336), Graf von Étampes, war der Sohn des Prinzen Ludwig von Frankreich (1276–1319), Graf von Évreux und Étampes, und der Margarete von Artois (1285–1311).
Von seinem Vater erhielt er die Grafschaft Étampes, welche König Karl IV. 1327 zur Pairie erhob. Nach dessen Tod verteidigte Karl von Évreux den Anspruch Philipps von Valois auf den französischen Thron, den Eduard III., König von England, ihm streitig machte.
Er heiratete am 1. April 1335 in Poissy Maria de la Cerda (* 1310; † 19. November 1379 in Paris), Herrin von Lunel, Tochter von Ferdinand II. de la Cerda (1275–1322) und Juana Núñez de Lara. Mit ihr hatte er zwei Söhne:
- Ludwig von Évreux (* 1336; † 1400), Graf von Étampes
- Johann von Évreux (* 1336; † nach 1373)

Karl von Évreux starb im Jahr 1336 und wurde, so Basile Fleureau, in der Kirche des Franziskaner-Klosters Couvent des Cordeliers in Paris beigesetzt, die am Abend des 19. Novembers 1580 in Flammen aufging. Seine Witwe heiratete in zweiter Ehe Karl II., Graf von Alençon.